# Route nationale 5 (Italie)
Pour les articles homonymes, voir Route nationale 5.
La route nationale 5 (SS 5, Strada statale 5 ou Strada statale « Via Tiburtina Valeria » ) est une route nationale d'Italie, elle relie Rome à Pescara sur une longueur de 216,6 km.

## Parcours

Parcours de la SS 5.